# مشاريع دبي التنموية
نسبة لقرار الحكومة لتنويع الاقتصاد من أن يعتمد فقط على النفط، وجعل دبي مركزًا رئيسيًا للسياح في العالم، بذلت الحكومة عدد كبير من المشاريع التنموية الكبرى مثل دبي لاند ، وغيرها من المشاريع مما أدى إلى ازدهار سوق العقارات في عام 2004-2007. واستمرت الحكومة كذلك بالبناء على نطاق واسع وهو جزء من خطة دبي الاستراتيجية 2015 التي كشف عنها محمد بن راشد آل مكتوم، حاكم دبي، للحفاظ على النمو الاقتصادي ووضع دبي على خريطة العالم، ومقصد سياحي عالمي. وعن طريق البناء على نطاق واسع تحولت دبي إلى واحدة من أسرع المدن نموًا في العالم. حيث هناك عدد من المشاريع الضخمة التي تم إنشاؤها والتي قيد الإنشاء حاليا أو سيتم بناؤها في المستقبل. ويرجع ذلك إلى عمليات البناء الثقيلة التي تجري في دبي، حيث يبلغ عدد رافعات البناء في دبي 30,000 رافعة، والذي هو 25٪ من الرافعات في جميع أنحاء العالم، ومشاريع البناء التي تتشكل في دبي حاليًا تبلغ مئات المليارات.

## الأزمة المالية العالمية 2008-2009
نظرًا إلى الأزمة المالية العالمية من 2008-2009 ، قد وضعت العديد من المشاريع الضخمة قيد الانتظار، بما في ذلك جزر النخيل، دبي لاند، وقناة العربية، ومدينة دبي للمعارض، الخيران، جميرا جاردن سيتي. وبصرف النظر عن هذا، العديد من مشاريع ناطحات السحاب الشاهقة تم وضعها قيد الانتظار مثل دبي مارينا، برج العالم، مارينا 106، ودبي تاورز دبي. والبناء على جزيرة نخلة جبل علي وجزر العالم وكان من المتوقع أن تستأنف في عام 2010، ومع ذلك الاستئناف قد تأخر أكثر من ذلك. ومن المرجح أن تستأنف في عام 2011 على مشاريع البناء التي توقفت.

## التعافي من الأزمة المالية العالمية
في تقرير نشرته مجلة فوربس يوم 22 أكتوبر 2012، يقول تعافي دبي من الأزمة المالية أسرع من تعافي من معظم الدول الأخرى، والآن اقتصادها ينمو في معدل أعلى من نظيراتها بسبب سياستها عدم الضريبية، والمناطق الاقتصادية الحرة. كان معدل نمو الناتج المحلي الإجمالي المقدر لدبي في عام 2012 بنسبة 4.5٪. والتاتج لمحلي بشكل شبه رئيسي ينتج عن السياحة والتجارة والصناعة وقطاعات الصناعات التحويلية.
ووفقا لوزارة دولة الإمارات العربية المتحدة المالية، حكومة دبي خصصت 32,300,000,000 درهم (8.8 مليار دولار) لمشاريع البنية التحتية في عام 2012، بمناسبة العودة إلى الإنفاق الكبير على المشاريع قد توقفت بسبب نقص التمويل.
في نوفمبر 2012، أعلن الشيخ محمد بن راشد آل مكتوم خمسة عشر مشروعا جديدا تبلغ قيمتها أكثر من 187,000,000 $. هذه المشاريع هي جزء من بلدية عام 2013-2015 الخطة الاستراتيجية لدبي.

## مشاريع متعددة الاستخدامات

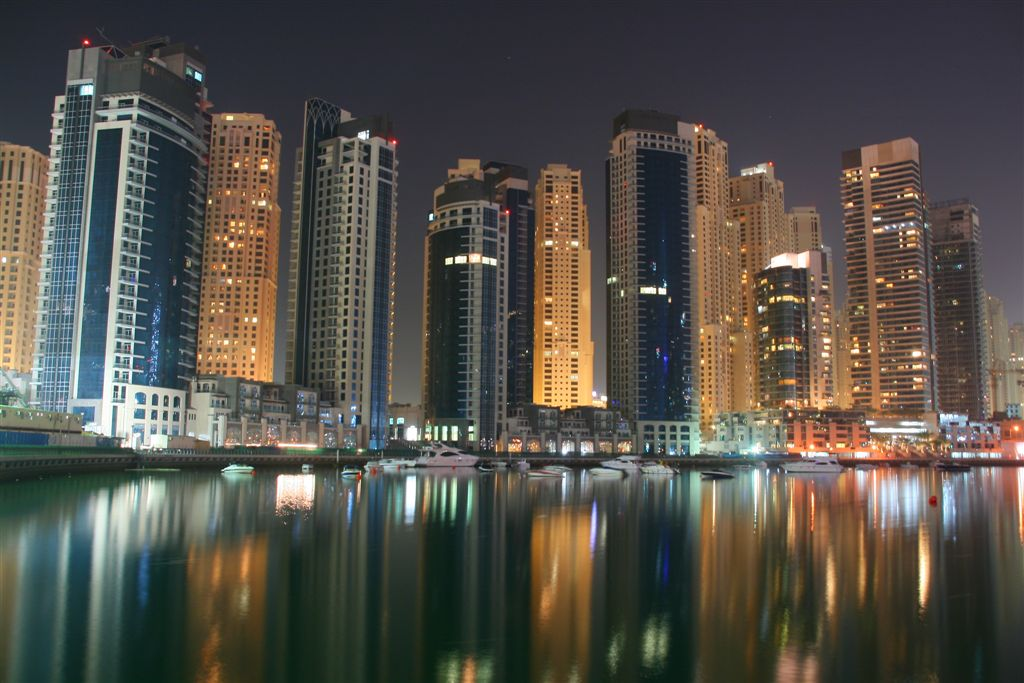
دبي مارينا

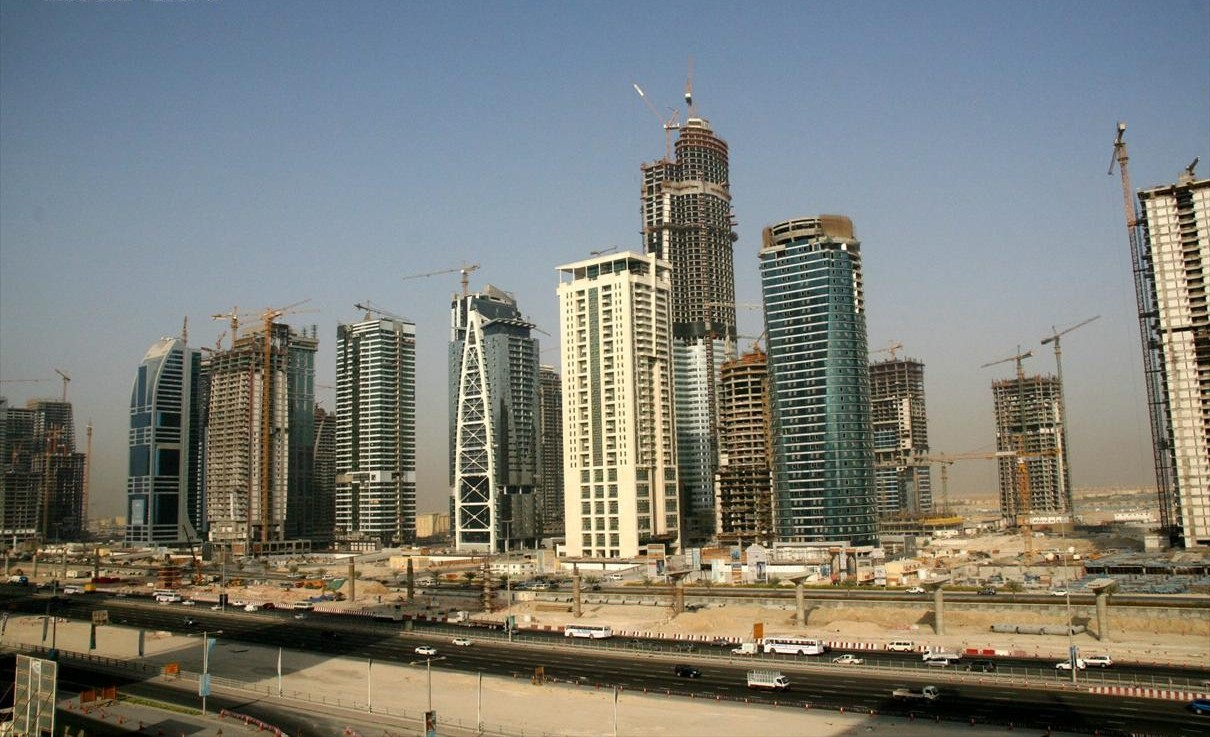
أبراج بحيرة الجميرا قيد الإنشاء في عام 2007

|    | المشروع             | المطور              | وقت الإنتهاء المتوقع                   | التكاليف                                 | المنطقة               | وصف                                                                                     |
| -- | ------------------- | ------------------- | -------------------------------------- | ---------------------------------------- | --------------------- | --------------------------------------------------------------------------------------- |
| 1  | دبي مارينا          | إعمار               | انتهى                                  |                                          | 1.56 كـم2 (0.60 ميل2) | أكبر مارينا من صنع الإنسان مع أكثر من 200 بناية من الفنادق الابنية شاهقة الارتفاع.      |
| 2  | أبراج بحيرة الجميرة | النخيل العقارية     | انتهى                                  |                                          | 1.8 كـم2 (0.69 ميل2)  | Comprises 79 high rises,mostly residential skyscrapers.                                 |
| 3  | خليج الأعمال        | مجموعة دبي العقارية | انتهى                                  | درهم إماراتي110 billion (USD 30 billion) | 80 million sq. ft.    | Comprises 240 high and low rise buildings,mostly residential and mixed use skyscrapers. |
| 4  | جميرا جاردن سيتي[A] | ميراس               | في الإنتظار                            | 9 كـم2 (3.5 ميل2)                        | [ 2 ]                 | درهم إماراتي350 billion                                                                 |
| 5  | القرية الثقافية     | دبي للعفارات        | 2014                                   |                                          | 3.71 كـم2 (1.43 ميل2) |                                                                                         |
| 6  | قرية الجميرة        | النخيل العقارية     | 2013                                   | درهم إماراتي 2.4 million                 | 8.11 كـم2 (3.13 ميل2) | [ 4 ]                                                                                   |
| 7  | قرية جبل علي        | النخيل العقارية     | 2013                                   |                                          | 5.20 كـم2 (2.01 ميل2) | The city is expected to accommodate around 500,000 people.                              |
| 8  | مطار المكتوم الدولي | دبي الفابضة         | Fully operational in 2025              | USD $80 billion.                         | 1.56 كـم2 (0.60 ميل2) | Upon completion it will be the fourth largest airport in the world.                     |
| 9  | الخيران[A]          | سما دبي             | في الإنتظار                            | USD 25 billion                           | 70 كـم2 (27 ميل2)     | [ 6 ] [ 7 ]                                                                             |
| 10 | جسر "أم يفينة"،     | شركة الدار العقارية | قيد الإنشاء ومن المتوقع انجازه في 2028 |                                          | يمتد لمسافة 11 كم     | ويربط عند الانتهاء منه جزيرة الريم وجزيرة السعديات مع شاطئ الراحة ومدينة خليفة،         |

## مشاريع أخرى

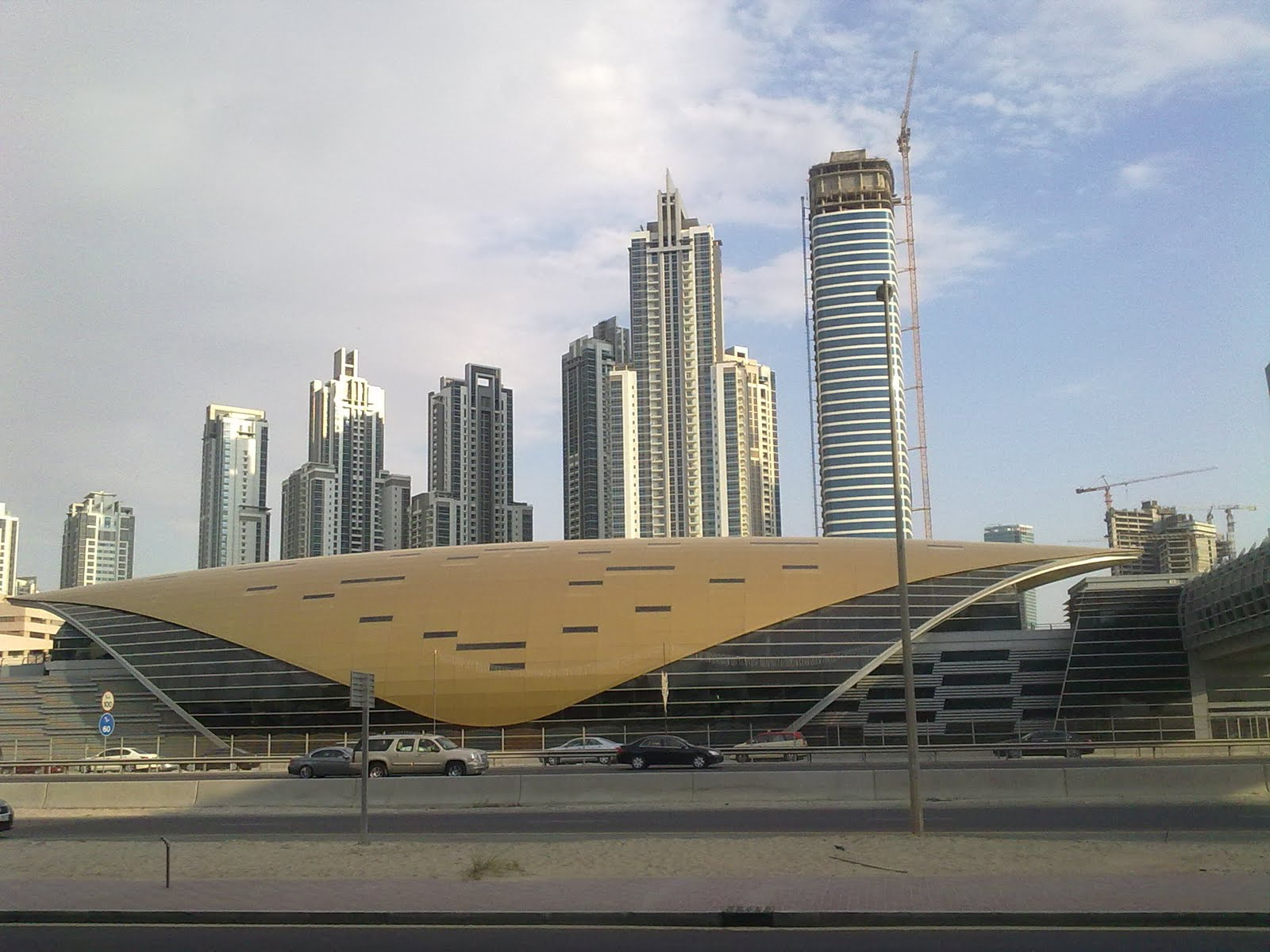
خليج الأعمال في عام 2012

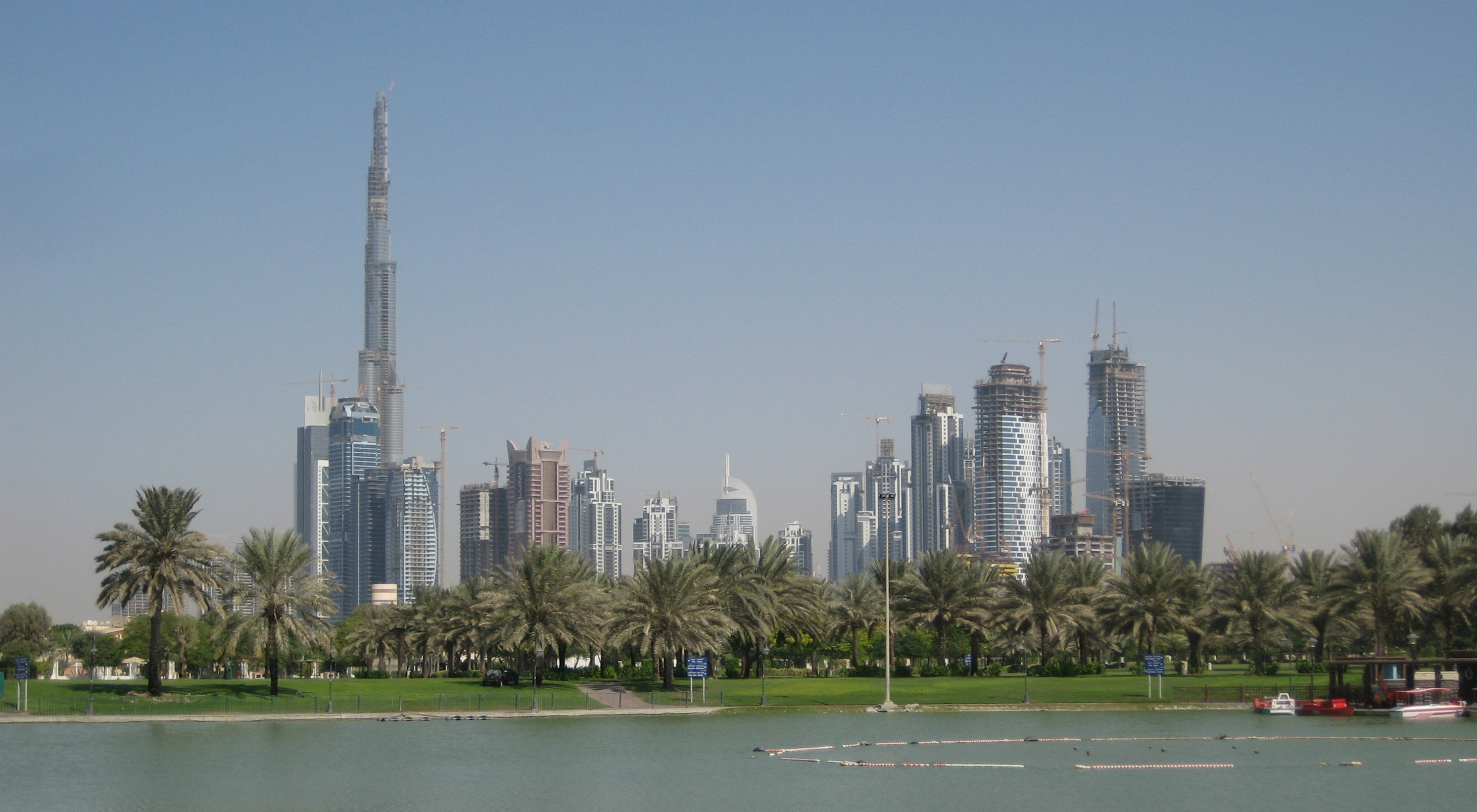
أفق الخليج التجاري، دبي كما ترى من حديقة الصفا

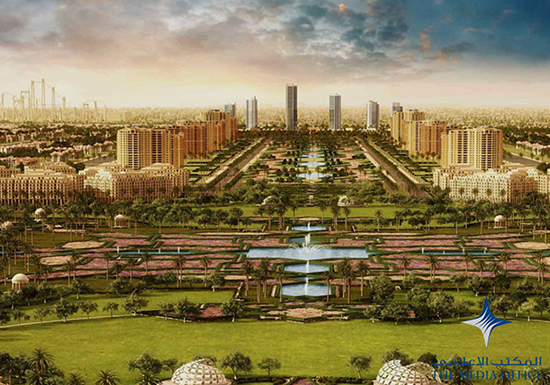
مدينة محمد بن راشد

|    | المشروع              | المطور                               | وقت الإنتهاء المتوقع | التكاليف         | المنطقة                    | وصف |
| -- | -------------------- | ------------------------------------ | -------------------- | ---------------- | -------------------------- | --- |
| 1  | دبي لاند[C]          | دبي القابضة                          | تحت الإنشاء جزئيا    | USD 64.3 Billion | 278 كـم2 (107 ميل2)        | Dubailand will be worlds largest Retail and Entertainment World, twice the size of عالم والت ديزني, it include 45 mega projects and 200 sub projects. Currently, there are currently 22 projects under construction, 6 are انتهى.    |
| 2  | القناة العربية[A]    | Limitless                            | أوقفت مؤقتا          | USD 50 Billion   | 75 km long                 | Will be worlds largest man made Canal, Construction work on Phase 1 of Arabian Canal is currently in progress, however construction on much of the Arabian Canal is currently halted.                                                |
| 3  | تمديد خور دبي        | Limitless                            | 2015                 | AED 1.5 Billion  | 26.2 km long extension     | In September 2007, a Dhs. 484 million (US$ 132 million) extension of the creek was finished, which now ends just south of the Metropolitan Hotel on Shaikh Zayed Road. A final 2.2-kilometre extension will cross Shaikh Zayed Road. |
| 4  | جميرا جاردن سيتي     | ميراس                                | انتهى                | USD 95 Billion   | 9,000,000-square-metre     | Jumeirah Garden City will be built across an area north of Sheikh Zayed Road between Diyafa Street and Safa Park. |
| 5  | مدينة دبي العالمية   | النخيل العقارية                      | انتهى                | USD 95 Billion   | 8.2 كـم2 (3.2 ميل2)        | Dubai International city is a country-themed architecture of residences, business, and tourist attractions. |
| 6  | مدينة دبي للمعارض[A] |                                      | في الإنتظار          | AED 8 Billion    | 280,000 m2                 | Dubai exhibition city upon completion will home to worlds longest single column-free exhibition hall in the world. |
| 7  | ميدان مدينة دبي      |                                      | انتهى جزئيا          | AED 8 Billion    | 3,700,000 m2               | The development includes, Meydan Racecourse hotels, sky-bubble restaurant, entertainment, clubs, a concourse plaza, towers and a boat-house.                                                                                         |
| 8  | مدينة محمد بن راشد   |                                      | انتهى جزئيا          | AED 8 Billion    | 800 million Sq ft          | The development includes, Meydan Racecourse hotels, sky-bubble restaurant, entertainment, clubs, a concourse plaza, towers and a boat-house.                                                                                         |
| 9  | الترام الصفوح        | هيئة الطرق والمواصلات في دبي (RTA)   | November 2014        | AED 3.18 Billion | 14.5 كيلومتر (9.0 mi) long | Al Sufouh Tramway is a tramway being built in Al Sufouh, Dubai. It will run along Al Sufouh Road from Dubai Marina to the Burj Al Arab and the Mall of the Emirates.                                                                 |
| 10 | قرية دبي للمنسوجات   | هيئة ميناء وجمارك دبي وشركة تيكسماس. | 2000                 | AED 250 million  | 460 ألف متر مربع ف         | Dubai Textile City has been a major factor in positioning Dubai as the undisputed textile trading hub for the MENA region and the African continent.                                                                                 |

## تطوير الجزر الصناعية

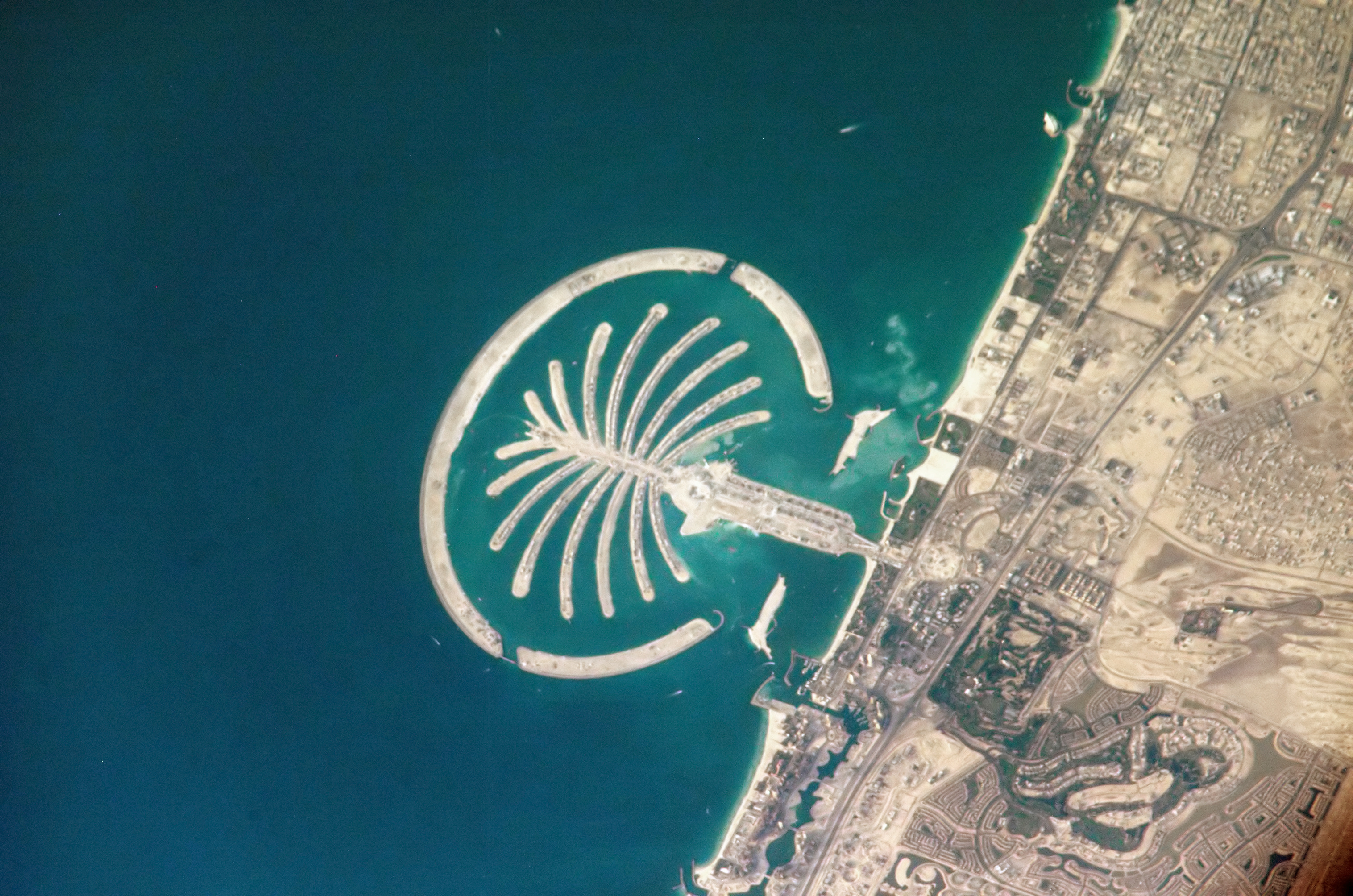
Aerial view of Palm Jumeirah

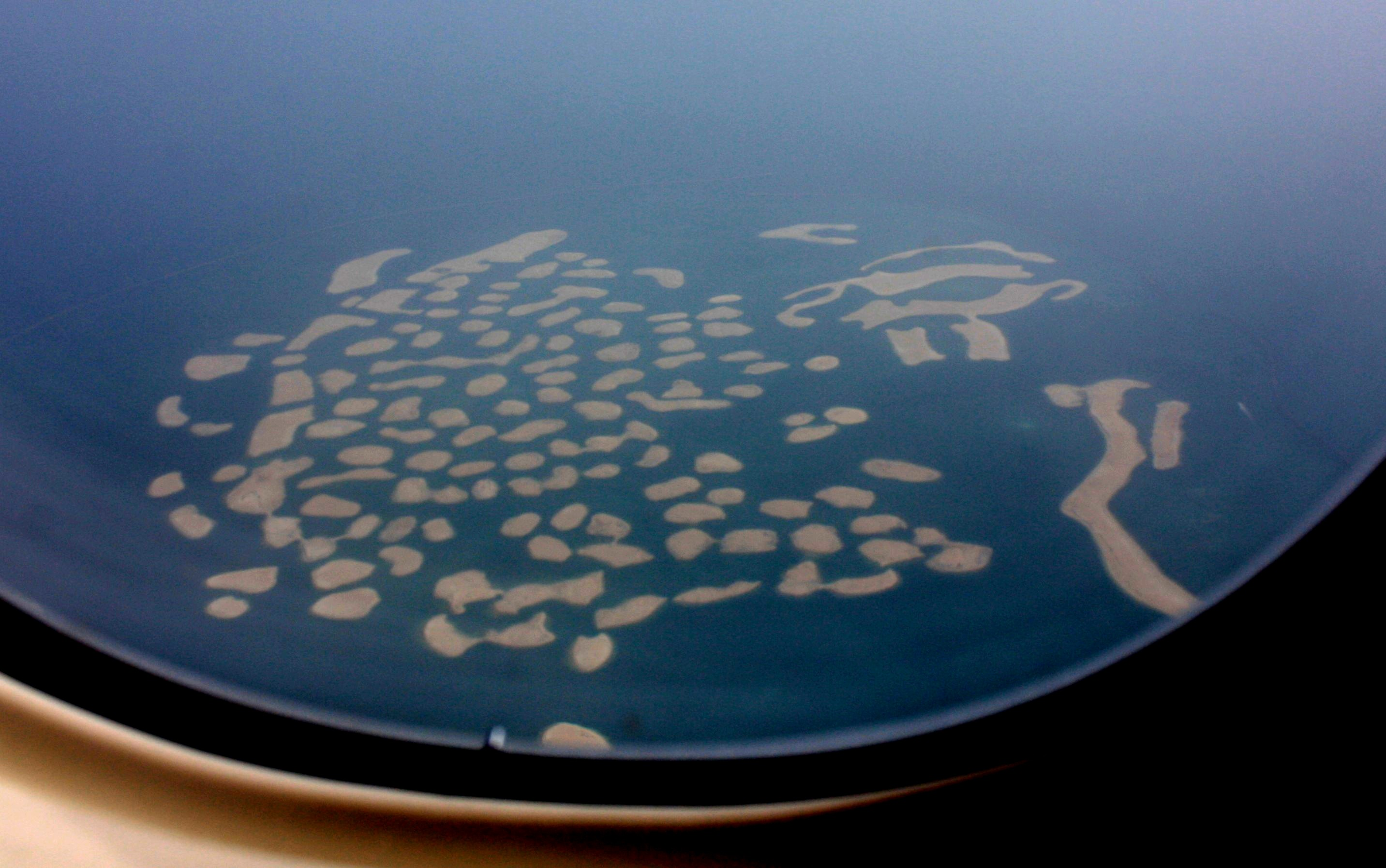
The World Islands in 2010

|    | المشروع               | المطور          | وقت الإنتهاء المتوقع | التكاليف                 | المنطقة                                     | وصف |
| -- | --------------------- | --------------- | -------------------- | ------------------------ | ------------------------------------------- | --- |
| 1  | نخلة جميرا            | النخيل العقارية | Complete             | $12.3 billion            |                                             | It is the worlds largest man-made island.                                                                         |
| 2  | نخلة جبل علي[A]       | النخيل العقارية | انتهى                |                          |                                             | Will accommodate over 250,000 people by 2020. Construction will be resumed in coming months                       |
| 3  | نخلة الديرة[A]        | النخيل العقارية | انتهى                |                          | 12.5 كـم2 (4.8 ميل2) by 7.5 كـم2 (2.9 ميل2) | Will be the largest نخلية island, in إمارة دبي.                                                                   |
| 4  | جزر الكون[B]          | النخيل العقارية |                      |                          | 30 كـم2 (12 ميل2)                           | |
| 5  | جزر العالم[A]         | النخيل العقارية | انتهى                | $14 billion              | 9 كـم (5.6 ميل) and 6 كـم2 (2.3 ميل2) width | |
| 6  | واجهة دبي البحرية[A]  | النخيل العقارية | 2020                 |                          | 130 كـم2 (50 ميل2)                          | The واجهة دبي البحرية is expected to become the largest waterfront and largest man-made تطوير عقاري in the world. |
| 7  | دبي اسكاي درايف       | النخيل العقارية | 2012                 |                          | 1.06 كـم2 (0.41 ميل2)                       | |
| 8  | مدينة دبي الملاحية[A] | دبي القابضة     | انتهى                | AED 3 billion            | 2.27 كـم2 (0.88 ميل2)                       | It will be the worlds first purpose-built maritime centre                                                         |
| 9  | جميرا جاردن سيتي[A]   | ميراس           | 2013                 | درهم إماراتي 350 billion | 9 كـم2 (3.5 ميل2)                           | Some portion of this development is being reclaimed off the coast near jumeirah                                   |
| 10 | جزيرة بلو ووتر[D]     | ميراس           | 2018                 | درهم إماراتي 6 billion   |                                             | Announced on February 13, 2013. دولاب هواء giant دولاب هواء will be built on this island.                         |

## صور

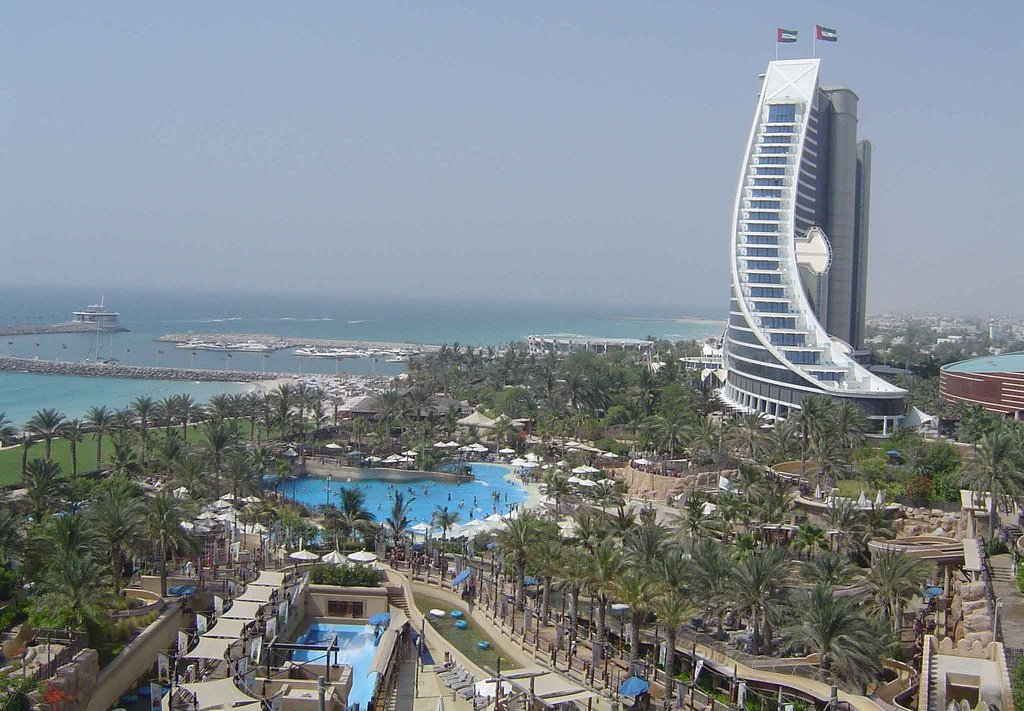
شاطئ جميرا
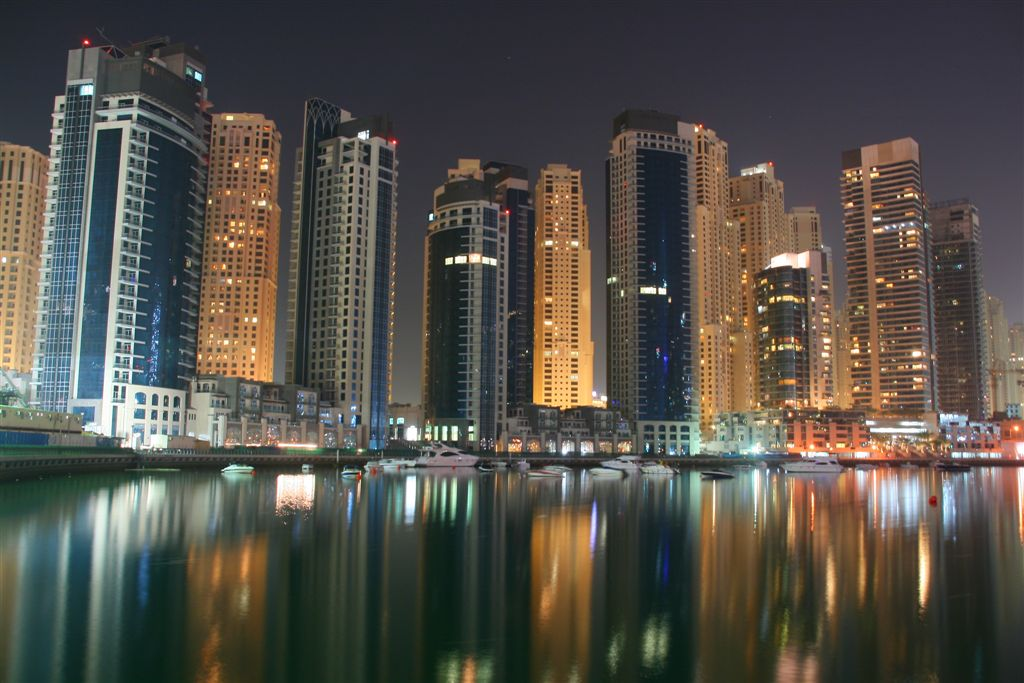
مرسى دبي ليلا
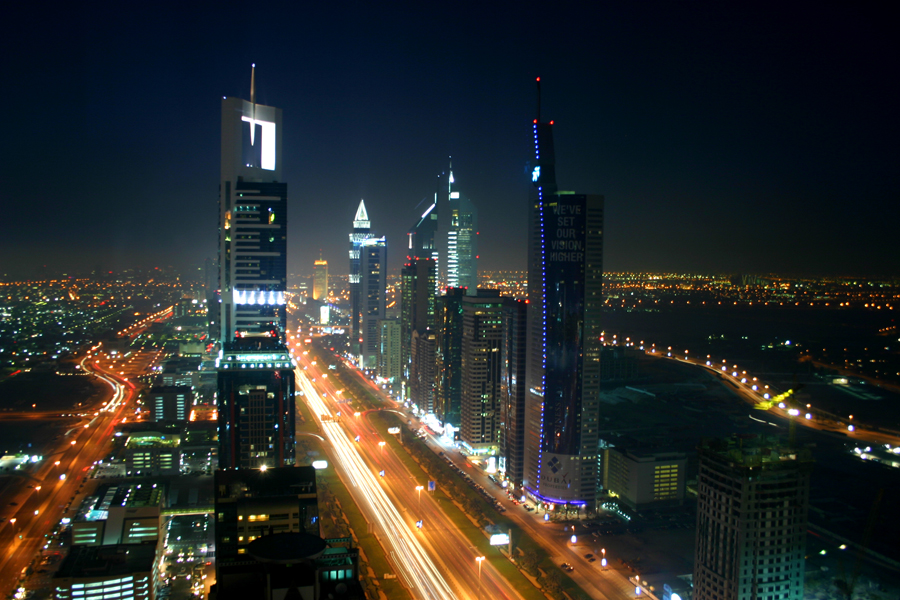
دبي سكايلاين ليلا
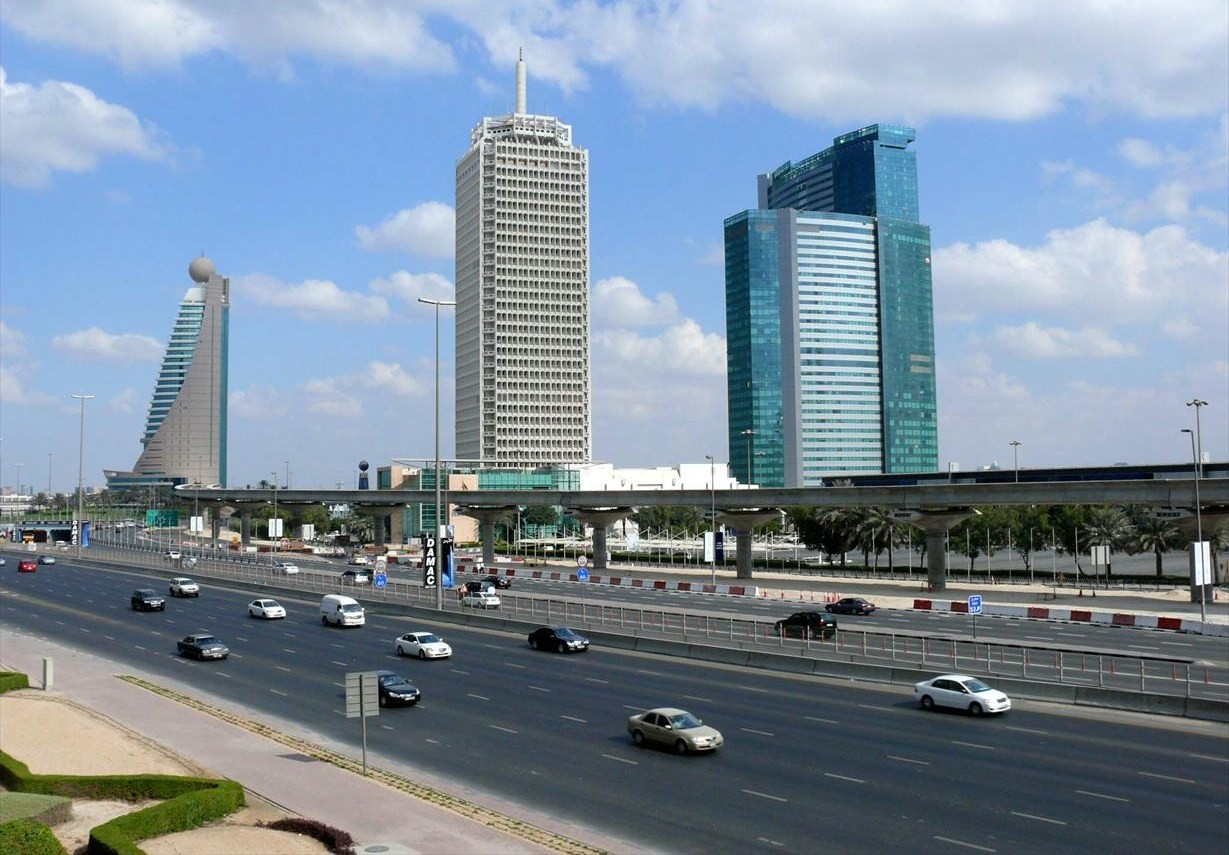
مركز التجارة العالمي دبي
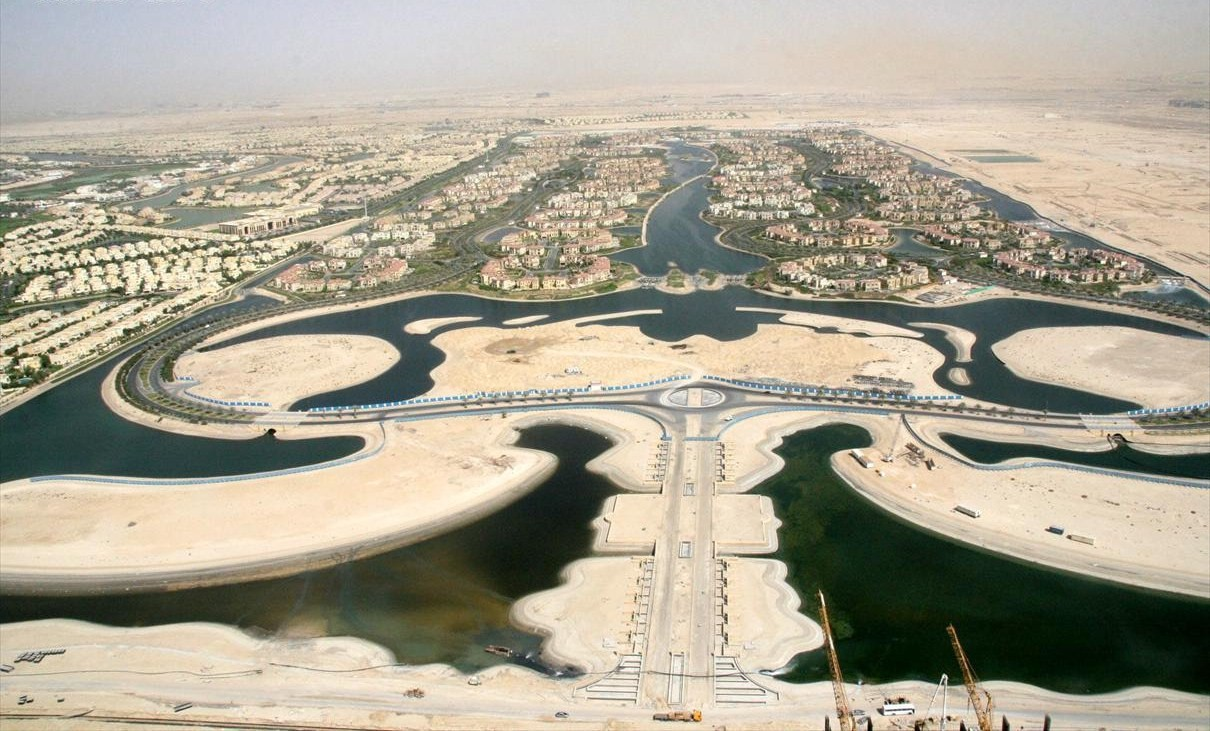
جزر الجميرة من أعلى برج الماس
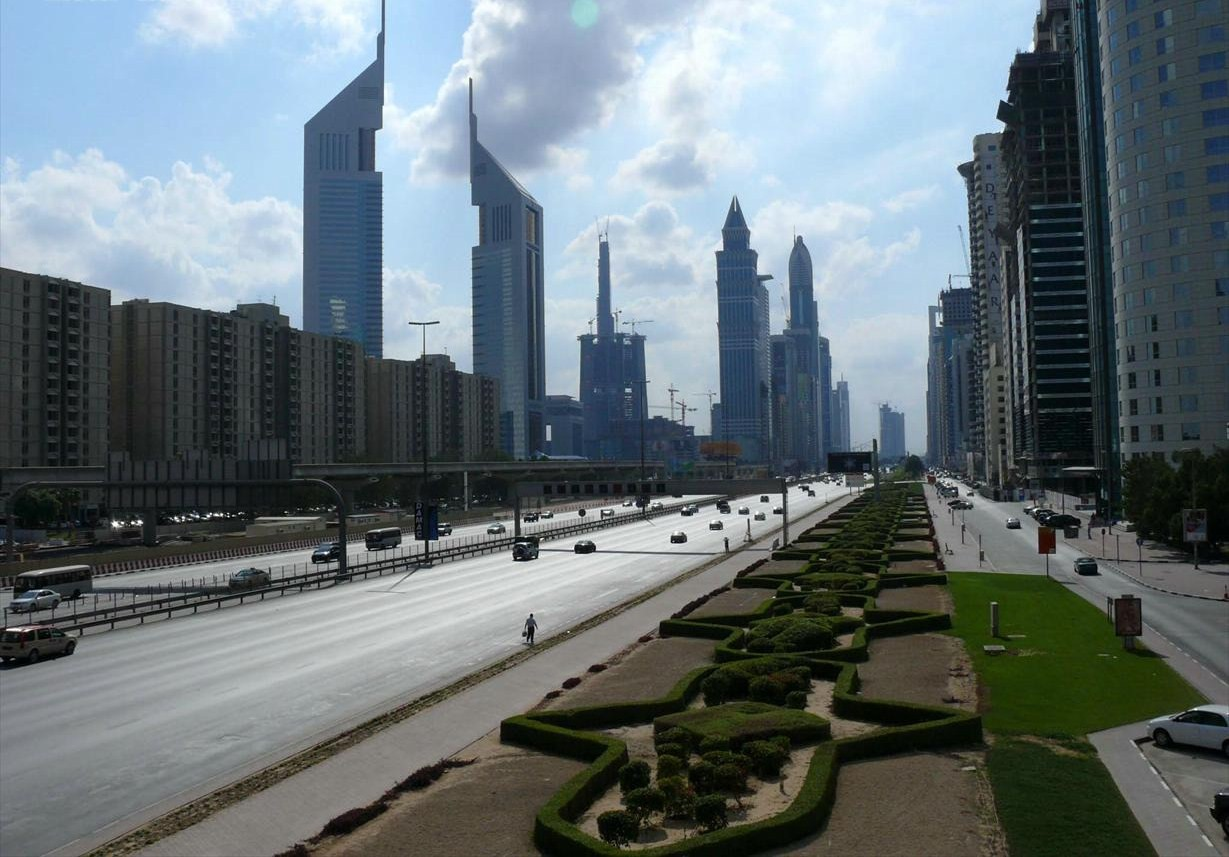
شارع إ 11أو شارع الشيخ زايد
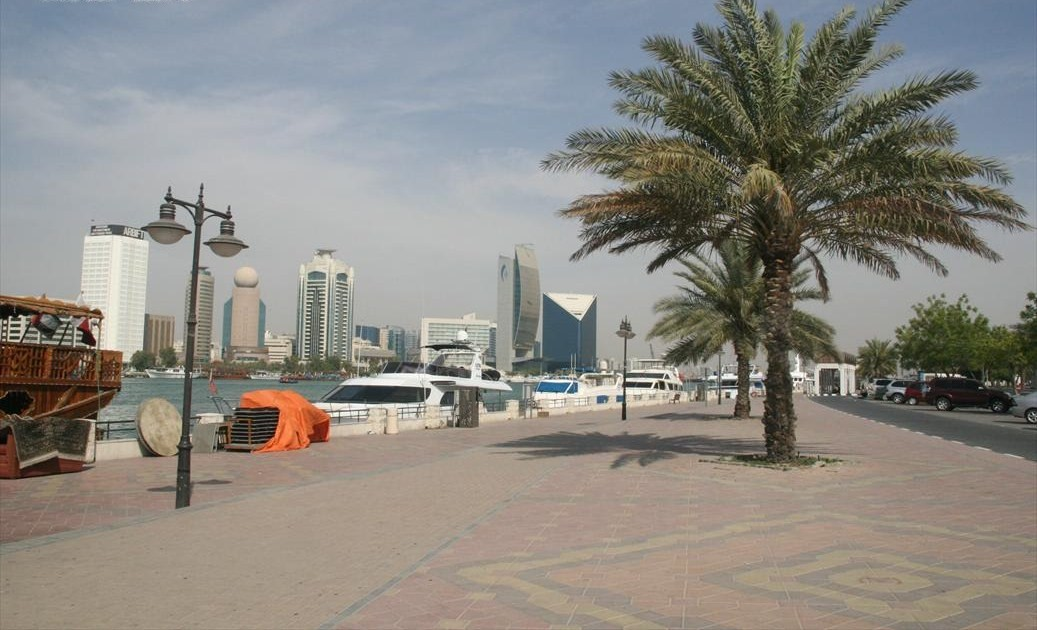
بر دبي
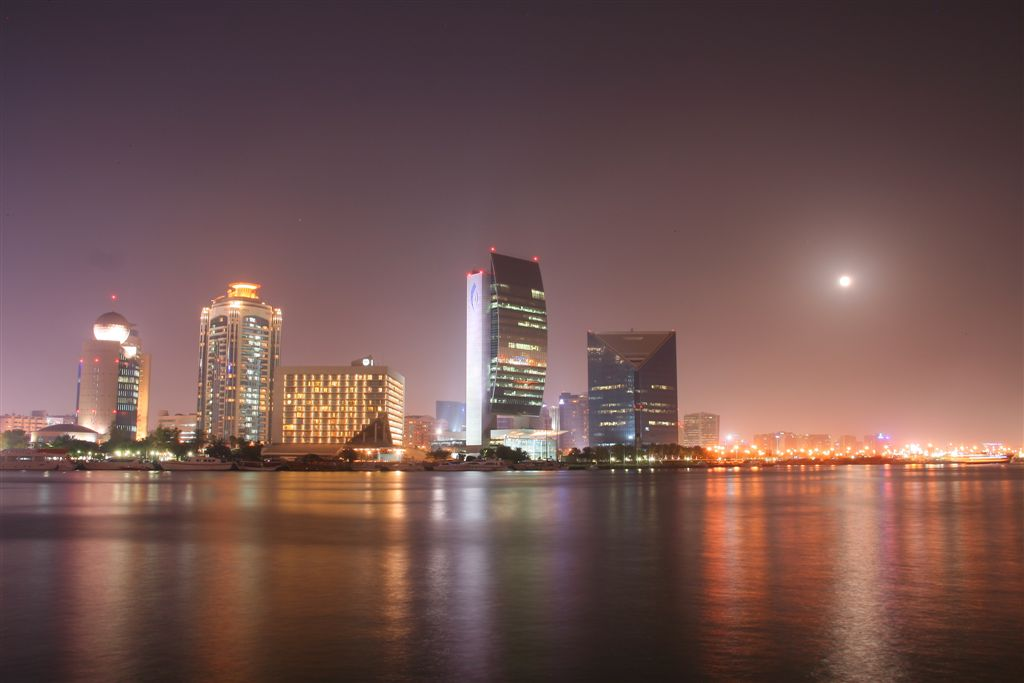
ديرة ليلا
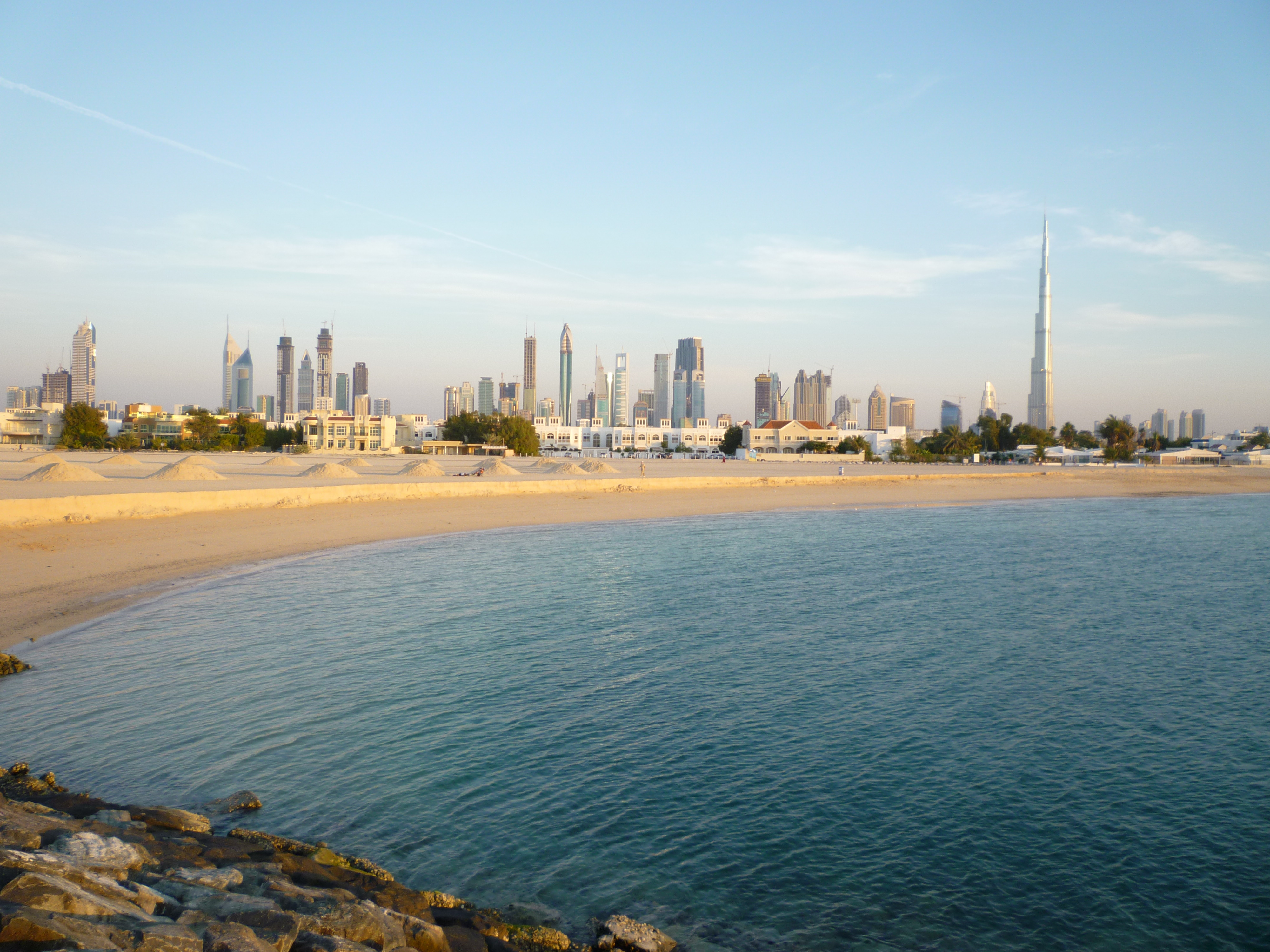
دبي سكايلاين(2010)
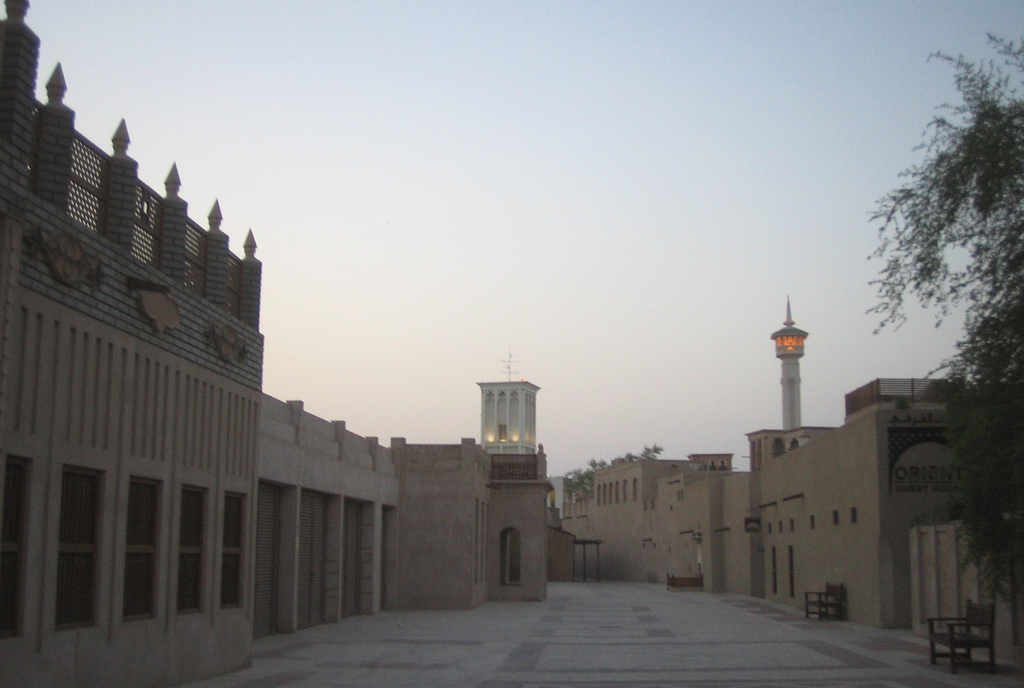
حي البستكية التاريخي في إمارة دبي

## وصلات خارجية
تطوير دبي